# Андрій Дуда
Андрій Дуда (30 жовтня 1981) — латвійський плавець.
Учасник Олімпійських Ігор 2004, 2008 років.